# 笠原村 (埼玉県)
笠原村（かさはらむら）は、埼玉県北埼玉郡にあった村。
現在の鴻巣市東部にあたり、1954年（昭和29年）に鴻巣町・箕田村・田間宮村・馬室村と合併して鴻巣町となり消滅した。

## 地理
- 河川 - 元荒川、野通川

### 隣接していた自治体
（括弧内は現在の自治体）
- 北埼玉郡
  - 種足村（加須市）
  - 川里村（鴻巣市）
- 北足立郡
  - 鴻巣町（鴻巣市）
  - 箕田村（鴻巣市）
  - 常光村（鴻巣市）
- 南埼玉郡
  - 小林村（久喜市）
  - 栢間村（久喜市）

## 歴史
- 1889年（明治22年）4月1日 - 町村制施行に伴い、北埼玉郡笠原村（初代）・郷地村・安養寺村が合併し発足。
- 1954年（昭和29年）
  - 7月1日 - 北足立郡鴻巣町・箕田村・田間宮村・馬室村と合併し、改めて鴻巣町が発足。同日笠原村廃止。
  - 9月30日 - 鴻巣町が北足立郡常光村を編入して市制施行、鴻巣市となる。